# Fernand Jaccard
Fernand Jaccard (La Chaux-de-Fonds, 8 ottobre 1907 – 15 aprile 2008) è stato un allenatore di calcio e calciatore svizzero, di ruolo centrocampista.

## Palmarès

### Allenatore

#### Competizioni nazionali
- Campionato svizzero: 1

Servette: 1945-1946